# Берникова, Зоя Васильевна
Зоя Васильевна Бе́рникова (род. 22 января 1958, дер. Якайсола Советского района Марийской АССР) — советская и российская певица, артистка.

## Биография
Окончила хоровое отделение Йошкар-Олинского культпросветучилища (1979).
С 1980 года солистка-вокалистка Государственного ансамбля танца «Марий Эл» Марийской государственной филармонии имени Я. Эшпая. Лирическое сопрано. В репертуаре — классические и эстрадные произведения марийских, русских и зарубежных композиторов.

## Награды
- Заслуженная артистка Марийской АССР (1987)[1][2]
- Народная артистка Республики Марий Эл (1998)[1][2]
- Заслуженная артистка Российской Федерации (2019)[1][2][3].